# Damernas masstart vid världsmästerskapen i skidskytte 2012
Damernas masstart vid Skidskytte-VM 2012 avgjordes söndagen den 11 mars 2012 på Chiemgau-Arena i Ruhpolding, Tyskland.
Detta var damernas sista tävling på världsmästerskapet. Distansen var 12,5 km och det är totalt fyra skjutningar; liggande + liggande + stående + stående. Vid varje missat skott bestraffades man med en straffrunda.
Norskan Tora Berger vann och tog sitt tredje guld vid mästerskapen, tvåa kom Marie Laure Brunet som tog sin tredje silvermedalj och trea slutade Kaisa Mäkäräinen.

## Tidigare världsmästare
| År   | Ort             | Mästare          |
| ---- | --------------- | ---------------- |
| 2007 | Antholz         | Andrea Henkel    |
| 2008 | Östersund       | Magdalena Neuner |
| 2009 | Pyeongchang     | Olga Zajtseva    |
| 2010 | Chanty-Mansijsk | Tävlades inte i  |
| 2011 | Chanty-Mansijsk | Magdalena Neuner |

## Resultat
| Placering | Namn                         | Land      | Tid     | Straffrundor (L+L+S+S) |
| --------- | ---------------------------- | --------- | ------- | ---------------------- |
| 1         | Tora Berger                  | Norge     | 35.41,6 | 1 (0+0+1+0)            |
| 2         | Marie Laure Brunet           | Frankrike | +8,1    | 1 (0+0+0+1)            |
| 3         | Kaisa Mäkäräinen             | Finland   | +12,7   | 1 (0+0+0+1)            |
| 4         | Tina Bachmann                | Tyskland  | +42,4   | 2 (0+1+0+1)            |
| 5         | Darja Domratjeva             | Belarus   | +55,6   | 5 (1+0+2+2)            |
| 6         | Olga Zajtseva                | Ryssland  | +56,0   | 1 (0+0+0+1)            |
| 7         | Marie Dorin Habert           | Frankrike | +58,9   | 1 (0+0+1+0)            |
| 8         | Vita Semerenko               | Ukraina   | +1.00,0 | 1 (0+1+0+0)            |
| 9         | Anastasija Kuzmina           | Slovakien | +1.01,9 | 3 (1+1+0+1)            |
| 10        | Weronika Nowakowska-Ziemniak | Polen     | +1.03,3 | 2 (0+0+1+1)            |